# Heliga Trefaldighets kyrka, Sunderland
För andra betydelser, se Heliga Trefaldighets kyrka.
Heliga Trefaldighets kyrka (Holy Trinity Church) är en anglikansk kyrka i Sunderland, Tyne and Wear, England som tidigare var församlingskyrka i Sunderlands församling. Den uppfördes åren 1718–1719, och invigdes den 5 september 1719.
Kyrkan är kulturminnesmärkt.